# David Kerr
David Kerr (São Paulo, 9 de janeiro de 1978) é um lutador de taekwondo brasileiro.
Em 2007 conquistou o tetracampeonato da modalidade (até 71 kg: 1997 na Rússia, 1999 na Argentina, 2001 na Itália e até 80 kg: 2007 no Canadá).
Além de tetracampeão mundial, David conta em seu currículo um vice-campeonato mundial na categoria até 71 kg em 2003, na Polônia, e mais uma terceira colocação conquistada na categoria até 80 kg no campeonato mundial realizado na Argentina, em 2009.
Atualmente é um instrutor desta luta.